# Ír férfi vízilabda-válogatott
Az ír férfi vízilabda-válogatott Írország nemzeti csapata, amelyet a Swim Ireland irányít.

## Eredmények

### Olimpiai játékok
- 1924 - nyolcaddöntős
- 1928 - nyolcaddöntős

### Világbajnokság
- 1973 - 2013: nem jutott ki

### Európa-bajnokság
- 1966 - 14. hely
- 1970 - 15. hely
- 2022 - nem jutott ki

### B kategóriás Európa-bajnokság
- 2007 - 12. hely